# Кнуд IV (король Данії)
Кнуд (Канут) IV (дан. Knud IV; 1043 — 10 липня 1086) — король Данії у 1080–1086 роках. Також Кнуд Святий (дан. Knud den Hellige) — християнський святий, покровитель Данії.

## Життєпис

### Молоді роки
Походив з династії Естрідсенів. Позашлюбний син Свена II, короля Данії, та його коханки. Про дитинство мало відомостей. Замолоду брав участь у морських походах Данії. У 1069 році був одним з активних учасників походу свого батька проти короля Англії Вільгельма I. У 1075 році уклав союз проти Англії з графом Фландрії Робертом I. Тоді ж вони разом здійснили новий похід проти англійців. В цьому поході Кнуд виступив як претендент на корону Англії. Проте бажаного здобути не вдалося. Тоді ж Кнуд повертається до Данії. Тут після смерті Свена II новим королем Данії стає зведений брат Кнуда — Гаральд III. Кнуд, який також бажав здобути владу, змушений був тікати до Швеції. Через деякий час встановив стосунки з частиною знаті, яка була незадоволена володарюванням Гаральда.

### Король
У 1080 році Кнуду вдалося організувати змову проти брата й зрештою захопити трон Данії. Для зміцнення свого становище в середині держави Кнуд IV вирішив опиратися на авторитет католицької церкви. У 1080 році видає закон про дотримання християнських свят та постів. Деякий час він маневрував поміж папою римським Григорієм VII (обраним у Римі) та Климентом III (обраним за наполяганням імператора Священної Римської імперії Генріха IV). Зрештою підтримав першого.
Незабаром після цього запровадив церковну десятину, надав значні земельні наділи єпархіям, фінансово підтримував церкви у Роскілле, Віборзі, Далбі, Лунді. Водночас проводив політику стримання та обмеження впливу аристократії.
Після отримання підтримки від знаті та церкви Кнуд IV вирішив знову спробувати завоювати Англію. У 1085 році він домовився з Робертом I, графом Фландрським, та Олафом III, королем Норвегії, напасти на Англію. Втім, підтримка королем Кнудом папи Григорія VII коштувала ворожнечі з боку імператора Генріха IV, який вторгся на південь Данії.
У 1086 році на півночі Ютландії вибухнуло повстання серед вояків, значну частину яких складали селяни, незадоволені затягненням морського походу до Англії. Їх підтримала значна частина знаті. Король Кнуд IV разом з братом Бенедиктом змушений був тікати до Оденсе, де 10 липня 1086 року його було вбито заколотниками. У 1101 році Кнуда було канонізовано.

## Родина
Дружина — Адела (1064—1115), донька Роберта I, графа Фландрського. Її другим чоловіком став герцог Апулії і Калабрії Рожер I Борса.
Діти:
- Карл I Добрий (1083—1127), граф Фландрії з 1119 до 1127 року, святий
- Цецилія (1087—1131), дружина Еріка, ярла Вестерланда
- Інгігерда Кнудсдоттір (1086)